# 내일 또 내일 (1984년 드라마)
《내일 또 내일》은 1984년 7월 22일에 MBC TV에서 방영되었던 베스트셀러극장이다.

## 줄거리
시골의 작은 읍 출신 세 젊은이인 규화(유인촌)와 진우(현석), 미연(이미숙)은 서울로 올라와 생활을 꾸려간다. 규화와 미연은 부부이고 진우는 규화와 막연한 친구사이이다. 규화가 미연을 버리고 서울의 부자집 아가씨(이기선)와 만나기 시작하자 미연은 진우의 도움을 받는데...

## 출연
- 이미숙
- 이기선
- 유인촌
- 현석
- 엄유신
- 임채무
- 박규채
- 강미
- 김호영
- 김지영
- 신충식
- 차윤회
- 서영애
- 박경순